# Matthieu Michel
Matthieu Michel (* 29. April 1963 in Freiburg im Üechtland, Schweiz) ist ein Jazztrompeter und Flügelhornist aus der Westschweiz, der bis 2004 vornehmlich in Wien lebte.
1986 spielte er in Berlin mit Walter Norris, Wilson de Oliveira, Manfred Bründl und Danny Hayes seine Debüt-LP „Blue Light“ ein. Etwa 1990 gründete er sein Matthieu Michel Quintett mit Maurice Magnoni - reeds, Michel Bastet - piano, Mathias Demoulin - bass und Marcel Papaux - drums. Die Gruppe hat verschiedene, von Michel arrangierte Musikstücken aufgeführt und die CD „Yves“ herausgebracht.
Matthieu Michel spielt(e) seinerseits in einem Quintett des Schweizers Andy Scherrer („Tribute to Joe Henderson“), aber auch im Vienna Art Orchestra. Er nahm Mitte der 1990er Jahre auch eigene Platten mit Richard Galliano, Heiri Känzig und Joris Dudli, aber auch mit Joachim Kühn, Riccardo Del Fra und Daniel Humair auf. Vor einigen Jahren gründete Michel auch ein Quartett mit Alex Deutsch (drums), Peter Herbert (bass) und Martin Reiter (keyboards).

## Diskografische Hinweise
- Marc Liebeskind, Matthieu Michel, Marc Bertaux & Marcel Papaux Uma chamada brasileira (1991)
- Estate (1995)
- Matthieu Michel & Uli Scherer The Sadness of Yuki (2003)
- Live at Theatre Oriental (2003)
- Caminos / Ochumare Quartet & Matthieu Michel (2009)
- Night Wind / Thierry Lang, Glenn Ferris, Matthieu Michel, Heiri Kaenzig & Kevin Chesham (2013)
- Jean-Christophe Cholet & Matthieu Michel Extended Whispers (2019)
- Elina Duni, Rob Luft, Fred Thomas & Matthieu Michel Lost Ships (2020)
- Jean-Christophe Cholet, Matthieu Michel, Didier Ithursarry: Studio Konzert (Neuklang 2020)